# 2-氨基-5-甲氧基茚满
2-氨基-5-甲氧基茚满是一种有机化合物，化学式为C10H13NO。它是一种消遣性药物和预防酗酒的药物，最初于1998年在专利中以Markush结构被隐匿提及。它可以5-甲氧基茚满-2-酮或5-溴茚满-2-醇为原料制得。它和盐酸反应，可以得到2-氨基-5-甲氧基茚满盐酸盐。